# Crying Out Your Name
Crying Out Your Name – singel Loreen, wydany 8 października 2012, pochodzący z jej debiutanckiego albumu Heal. Piosenka została napisana przez Moha Denebi, Anę Diaz, Niklasa Jarla, Gina Yonana, Svante Halldin i Jakoba Hazell, a wyprodukowana przez SeventyEight.
Utwór znalazł się na 19. miejscu na szwedzkiej liście sprzedaży.

## Lista utworów
- Digital Download[4]

1. „Crying Out Your Name” – 3:38

- Promo Remixes[5]

1. „Crying Out Your Name” (Promise Land Remix) – 5:50
2. „Crying Out Your Name” (Albin Myer Remix) – 4:48
3. „Crying Out Your Name” (K-Klass Remix) – 6:28
4. „Crying Out Your Name” (Bauer & Landford Remix) – 5:28
5. „Crying Out Your Name” (Lucas Nord Remix) – 5:39
6. „Crying Out Your Name” (Lucas Nord Remix Radio Edit) – 3:43

## Pozycje na listach
| Kraj    | Lista (2012)      | Najwyższa pozycja |
| ------- | ----------------- | ----------------- |
| Szwecja | DigiListan        | 5                 |
| Szwecja | Sverigetopplistan | 19                |